# Giampaolo Menichelli
Giampaolo Menichelli (Roma, 29 de junho de 1938) é um ex-futebolista italiano que atuava como meio-campo.

## Carreira
Giampaolo Menichelli fez parte do elenco da Seleção Italiana na Copa do Mundo de 1962 no Chile, ele fez duas partidas.